# Lorleau
Lorleau är en kommun i departementet Eure i regionen Normandie i norra Frankrike. Kommunen ligger i kantonen Lyons-la-Forêt som tillhör arrondissementet Les Andelys. År 2022 hade Lorleau 101 invånare.

## Befolkningsutveckling
Antalet invånare i kommunen Lorleau
Referens:INSEE